# 加賀谷紗織
加賀谷 紗織（かがや さおり、1985年8月8日 - ）は、日本の女性タレント。モデル。イエローバス所属。血液型O型。

## 来歴
2000年4月から2001年3月までテレビ東京『おはスタ』のおはガールを務める。

## 出演

### テレビ
- おはスタ（2000年4月 - 2001年3月、テレビ東京）- 2000年度おはガール

## 書籍

### 雑誌
- DOS/V USER（2000年5月）
- ピチレモン

### トレーディングカード
- Oha-girl Grape トレーディングカードコレクション（2001年、小学館）ISBN 978-4099410940